# Grosmont Castle
Grosmont Castle er ruinen af en middelalderborg i landsbyen Grosmont i Monmouthshire, Wales. Fæstningen blev opført af normannerne efter deres erobring af England i 1066 for at beskytte ruten fra Wales til Hereford. Den blev muligvis bestilt af William fitz Osbern, jarl af Hereford, og det var oprindeligt en borgbanke med forsværsværk i træ. I 11535 var der et stort it was originally an earthwork design with timber defences. I 1135 var der et stort walisisk oprør, og som modsvar etablerede kong Stefan et lordshop kaldet "Three Castles" sammen med White og Skenfrith, der spillede en vigtig rolle i at forsvare regionen imod walisiske angreb i de kommende århundreder.
Kong John gav borgen til en magtfuld kongelig embedsmand, Hubert de Burgh, i 1201. I de næste årtier overgik den til adskillige ejere, inklusive Hubert, rival til de Braose-familien, og kronen tog kontrol over ejendommen. Hubert genopførte borgen i sten, og begyndte med en ny hal, og efter at genvundet kontrollen over ejendommen i 1219 en ringmur, portbygning og tårne. I 1233 blev kongelige tropper, der havde slået lejr ude foran borgen, angrebet af oprørstropper under Richard Marshall.  I 1267 blev den givet til Edmund, jarl af Lancaster, og den forblev en del af jarldømmet og senere hertugdømmet Lancaster indtil 1825.
Edvard 1.'s erobring af Wales i 1282 fik fjernet en stor del af White Castles militære vigtighed, selvom den blev belejret i 105 under glyndroprøreret. I 1500-tallet var den forfalden og ikke i brug.
Borgen overgik til statens eje i 1922, og bliver i dag drevet af Cadw. Det er en listed building af første grad.